# Soforoza
Soforoza – organiczny związek chemiczny z grupy disacharydów. Składa się z dwóch jednostek glukozy połączonych wiązaniem glikozydowym β(1→2). Jest to izomer maltozy i sacharozy.

## Występowanie
Soforoza została po raz pierwszy wyizolowana w 1938 roku, z niedojrzałych strąków drzewa perełkowca japońskiego (sofora japońska), gdzie występuje w połączeniu z kemferolem. Badania pokazują, że soforoza występuje dosyć powszechnie w naturze w połączeniu z flawonoidami. Soforolipidy są znanymi od 1961 roku surfaktantami, wytwarzanymi głównie przez mikroorganizmy takie jak Candida.